# Say It with Sables
Say It with Sables is een Amerikaanse filmkomedie uit 1928 onder regie van Frank Capra.

## Verhaal
Doug wordt verliefd op Irene, de maîtresse van zijn rijke vader. Zijn stiefmoeder moet de zaken nu rechtzetten.

## Rolverdeling
| Acteur              | Personage     |
| ------------------- | ------------- |
| Francis X. Bushman  | John Caswell  |
| Helene Chadwick     | Helen Caswell |
| Margaret Livingston | Irene Gordon  |
| Arthur Rankin       | Doug Caswell  |
| June Nash           | Marie Caswell |
| Alphonse Ethier     | Mitchell      |
| Edna Mae Cooper     | Meid          |